# Goldschmidt (cratère)
Pour l’article homonyme, voir Goldschmidt.
Goldschmidt est un cratère d'impact sur la face visible de la Lune.
Le nom fut officiellement adopté par l'Union astronomique internationale (UAI) en en référence à l'astronome et peintre allemand Hermann Mayer Salomon Goldschmidt.